# Eugen Tripolsky
 (mars 2017).
Eugen Tripolsky joueur et arbitre d'échecs allemand d'origine ukrainienne né le 30 janvier 1962. Il a reçu le titre de maître international en 2000.